# Català oriental central
El català oriental central, conegut simplement com a català central, és un dels cinc grans dialectes del català, que es correspon amb una part de Catalunya i s'adscriu al bloc oriental de la llengua. Els subdialectes de què consta són el septentrional de transició, el barceloní i el tarragoní. Fa frontera amb el català nord-occidental a l'oest i amb el català septentrional al nord, i també està en contacte directe amb parlars xipella i salats.
El dialecte central és un dels més utilitzats en els mitjans de comunicació a Catalunya, sobretot a TV3, i ha servit de base per a la llengua literària i l'estàndard del català contemporani. Té certa influència per ser el dialecte parlat a Barcelona, la capital de Catalunya. El territori on es parla va pertànyer a la Catalunya Vella.

## Variants
- Subdialectes:
  - Tarragoní (comparteix alguns trets fonètics i lèxics amb el dialecte nord-occidental)
  - Vilanoví
  - Septentrional de transició (comparteix alguns trets amb el dialecte septentrional, prou marcats en el parlar de la Garrotxa)
  - Barceloní, a l'àrea de Barcelona.

- Trets dialectals:
  - Xipella
  - Parlar salat de la Costa Brava

- Sociolectes barcelonins:
  - Parlar xava
  - Parlar bleda
  - Català light

## Trets més importants
Algunes de les isoglosses que ajuden a delimitar el català central dins del bloc oriental són la desinència de primera persona singular del present d'indicatiu en -o (per oposició al septentrional -i i el balear -Ø), la iodització per criteris etimològics (p.ex. en palla) i l'obertura en [ę] de la e tancada llatinovulgar (p.ex. cippu > ‘cep’ [sęp]). A més, com a característica comuna del català oriental, el central presenta un vocalisme àton que provoca que en síl·labes àtones la o es tanqui en u (p.ex. sospir) i es confonguin la e i la a (p.ex. alumne/alumna).